# Proximus Skynet
Pour les articles homonymes, voir Skynet.
Proximus Skynet, ou Skynet, est un fournisseur belge d'accès à Internet, actif entre 1995 et 2019. Depuis, la société évolue pour devenir un fournisseur de services de contenu internet et de solutions publicitaires.

## Histoire
Skynet est fondé par Jean-Guillaume Zurstrassen, son frère José Zurstrassen et Grégoire de Streel en janvier 1995 avec une modeste installation. Le nom Skynet est choisi en référence au réseau informatique qui contrôle les machines pour éradiquer l'espèce humaine du film Terminator[réf. nécessaire]. En 1998, l'opérateur téléphonique Belgacom rachète 100 % des parts de la société (Belgacom avait précédemment acquis 30 % des parts). Les fondateurs se tournent alors vers le domaine bancaire en fondant VMS-Keytrade (devenu ensuite Keytrade Bank), une plateformes belges de courtage en ligne.
D'abord orienté vers le grand public, aidé par des produits tiers tel que le fournisseur d'accès à Internet résidentiel SwinG entre rapidement dans son giron, Skynet élargit ensuite sa clientèle vers le monde professionnel par l'intégration de la société Interpac. En 2000, Skynet.be devient l'un des premiers portails belges. Dans une stratégie de développement de ses activités sur Internet, Skynet achète en 2002 The Push et Eduline. L'année suivante, c'est au tour de Justforyou et Kidcity en 2004. Skynet crée également, en 2004, les sites ADSL.be et Arena 51. Le but est de proposer aux clients de Belgacom ADSL des services supplémentaires, mais aussi de créer des activités purement Internet : Arena 51, par exemple, vise alors à être le principal portail de jeux et de divertissement en ligne en Belgique.
Cette stratégie est complétée en 2005 par la création de Skynet iMotion Activities (production audiovisuelle et diffusion de Proximus TV). En 2005, Skynet acquiert tous les droits de diffusion des matchs de football de la Jupiler League sur le web et la télévision jusqu'en 2008. Depuis cette année-là jusqu'à 2019, la société propose un service de télévision par ADSL.
En 2006, Belgacom Skynet se porte acquéreur de Extenseo, leader en Belgique du référencement afin d'en faire sa régie publicitaire, jusqu'au départ d'Extenseo en janvier 2008.
En 2019, Proximus remplace Skynet par Pickx et devient un service de télévision en ligne et d'actualité.

## Activités
Proximus Skynet est à l'origine un fournisseur d'accès internet. La société évolue ensuite pour offrir des services de contenu internet et des solutions marketing dans les domaines de l'information, communication, divertissement et vente aux particuliers et aux professionnels.  
Les activités de Skynet s'articulent autour de deux axes :
- Médias destinés aux particuliers : Skynet élabore une offre numérique toutes plateformes confondues (web, mobile, direct mailing, iDTV). Via le web : Skynet.be, le portail médias de Proximus SA et de Proximus TV. Via les médias directs : JustForYou et Twistad (collaboration avec Bisnode). Via l'iDTV : Belgacom11 et 11+, les chaînes du football belge et international sur Proximus TV.
- Solutions marketing, médias et publicitaires : Belgacom Skynet Advertising est la régie publicitaire de Belgacom. Elle propose un vaste éventail de services et de solutions de médias numériques s'articulant autour de différents axes stratégiques : vidéo, solutions de visibilité, offres ciblées, direct mailing, et solutions de contexte comme le football, les jeux, le divertissement et les voitures.